# Station Saint-Mathurin-sur-Loire
Station Saint-Mathurin-sur-Loire is een spoorwegstation bij Saint-Mathurin-sur-Loire in de Franse gemeente Loire-Authion.